# Élections législatives de 1973 en Saône-et-Loire
Les élections législatives françaises de 1973 se déroulent les 4 et 11 mars 1973. Dans le département de Saône-et-Loire, cinq députés sont à élire dans le cadre de cinq circonscriptions.

## Élus
| Circonscription | Député sortant                             | Parti | Parti | Député élu ou réélu | Parti | Parti |
| --------------- | ------------------------------------------ | ----- | ----- | ------------------- | ----- | ----- |
| 1re             | Romain Buffet suppléant de Philippe Malaud |       | RI    | Philippe Malaud     |       | RI    |
| 2e              | Paul Duraffour                             |       | MRG   | Paul Duraffour      |       | MRG   |
| 3e              | Henri Lacagne                              |       | UDR   | Henri Lacagne       |       | UDR   |
| 4e              | André Jarrot                               |       | UDR   | André Jarrot        |       | UDR   |
| 5e              | Bernard Tremeau                            |       | UDR   | Pierre Joxe         |       | PS    |

## Résultats

### Résultats à l'échelle du département
| Parti                 | Parti                                   | Premier tour | Premier tour | Second tour | Second tour | Sièges |
| Parti                 | Parti                                   | Voix         | %            | Voix        | %           | Sièges |
| --------------------- | --------------------------------------- | ------------ | ------------ | ----------- | ----------- | ------ |
|                       | Parti communiste français               | 49 718       | 19,26        | 21 748      | 13,83       | 0      |
|                       | Parti socialiste                        | 44 750       | 17,34        | 27 712      | 17,62       | 1      |
|                       | Mouvement des radicaux de gauche        | 26 725       | 10,35        | 34 270      | 21,79       | 1      |
|                       | Parti socialiste unifié                 | 1 687        | 0,65         |             |             | 0      |
|                       | Union de la gauche                      | 122 880      | 47,61        | 83 730      | 53,24       | 2      |
|                       |                                         |              |              |             |             |        |
|                       | Union des démocrates pour la République | 72 645       | 28,15        | 73 539      | 46,76       | 2      |
|                       | Républicains indépendants               | 34 515       | 13,37        | Retrait     | Retrait     | 1      |
|                       | Centre démocratie et progrès            | 8 385        | 3,25         | Retrait     | Retrait     | 0      |
|                       | Divers droite                           | 1 839        | 0,71         |             |             | 0      |
|                       | Union des républicains de progrès       | 117 384      | 45,48        | 73 539      | 46,76       | 3      |
|                       |                                         |              |              |             |             |        |
|                       | Mouvement réformateur                   | 13 165       | 5,10         | Retrait     | Retrait     | 0      |
|                       | Extrême gauche                          | 4 670        | 1,81         |             |             | 0      |
|                       |                                         |              |              |             |             |        |
| Inscrits              | Inscrits                                | 341 512      | 100,00       | 205 158     | 100,00      | 5      |
| Abstentions           | Abstentions                             | 77 045       | 22,56        | 43 076      | 21          |        |
| Votants               | Votants                                 | 264 467      | 77,44        | 162 082     | 79          |        |
| Blancs et nuls        | Blancs et nuls                          | 6 368        | 2,41         | 4 813       | 2,97        |        |
| Exprimés              | Exprimés                                | 258 099      | 97,59        | 157 269     | 97,03       |        |
| Source : Data.gouv.fr |                                         |              |              |             |             |        |

### Résultats par circonscription

#### Première circonscription (Mâcon)
|                | Philippe Malaud sortant réélu | RI (URP)       | 27 390 | 52,49  |  |  |  |
|                | Jean-Pierre Worms             | PS (UGSD)      | 12 294 | 23,56  |  |  |  |
|                | Eugène Cureau                 | PCF            | 9 733  | 18,65  |  |  |  |
|                | Jacqueline Noirard            | PSU            | 1 687  | 3,23   |  |  |  |
|                | Bruno Delannoy                | LCR            | 1 076  | 2,06   |  |  |  |
|                |                               |                |        |        |  |  |  |
| Inscrits       | Inscrits                      | Inscrits       | 71 410 | 100,00 |  |  |  |
| Abstentions    | Abstentions                   | Abstentions    | 17 819 | 24,95  |  |  |  |
| Votants        | Votants                       | Votants        | 53 591 | 75,05  |  |  |  |
| Blancs et nuls | Blancs et nuls                | Blancs et nuls | 1 411  | 2,63   |  |  |  |
| Exprimés       | Exprimés                      | Exprimés       | 52 180 | 97,37  |  |  |  |

#### Deuxième circonscription (Charolles)
| Candidat       | Candidat                     | Parti          | Premier tour | Premier tour | Second tour | Second tour |  |
| Candidat       | Candidat                     | Parti          | Voix         | %            | Voix        | %           |  |
| -------------- | ---------------------------- | -------------- | ------------ | ------------ | ----------- | ----------- |  |
|                | Paul Duraffour sortant réélu | MRG (UGSD)     | 26 725       | 48,32        | 34 270      | 62,09       |  |
|                | Marcel Blanchard             | UDR (URP)      | 19 301       | 34,9         | 20 921      | 37,91       |  |
|                | François Chapuis             | PCF            | 9 283        | 16,78        | Retrait     | Retrait     |  |
|                |                              |                |              |              |             |             |  |
| Inscrits       | Inscrits                     | Inscrits       | 71 978       | 100,00       | 71 988      | 100,00      |  |
| Abstentions    | Abstentions                  | Abstentions    | 15 205       | 21,12        | 15 784      | 21,93       |  |
| Votants        | Votants                      | Votants        | 56 773       | 78,88        | 56 204      | 78,07       |  |
| Blancs et nuls | Blancs et nuls               | Blancs et nuls | 1 464        | 2,58         | 1 013       | 1,8         |  |
| Exprimés       | Exprimés                     | Exprimés       | 55 309       | 97,42        | 55 191      | 98,2        |  |

#### Troisième circonscription (Autun - Le Creusot)
| Candidat       | Candidat                    | Parti          | Premier tour | Premier tour | Second tour | Second tour |  |
| Candidat       | Candidat                    | Parti          | Voix         | %            | Voix        | %           |  |
| -------------- | --------------------------- | -------------- | ------------ | ------------ | ----------- | ----------- |  |
|                | Henri Lacagne sortant réélu | UDR (URP)      | 15 810       | 32,28        | 26 180      | 54,62       |  |
|                | Jean Fabre                  | PCF            | 10 792       | 22,04        | 21 748      | 45,38       |  |
|                | Gabriel Bouthière           | Rad (MR)       | 7 323        | 14,95        | Retrait     | Retrait     |  |
|                | Henri Prétet                | RI             | 7 125        | 14,55        | Retrait     | Retrait     |  |
|                | Guy Émorine                 | PS (UGSD)      | 6 990        | 14,27        | Retrait     | Retrait     |  |
|                | Alain Couffrant             | LO             | 933          | 1,91         |             |             |  |
|                |                             |                |              |              |             |             |  |
| Inscrits       | Inscrits                    | Inscrits       | 62 106       | 100,00       | 62 098      | 100,00      |  |
| Abstentions    | Abstentions                 | Abstentions    | 12 095       | 19,47        | 11 585      | 18,66       |  |
| Votants        | Votants                     | Votants        | 50 011       | 80,53        | 50 513      | 81,34       |  |
| Blancs et nuls | Blancs et nuls              | Blancs et nuls | 1 038        | 2,08         | 2 585       | 5,12        |  |
| Exprimés       | Exprimés                    | Exprimés       | 48 973       | 97,92        | 47 928      | 94,88       |  |

#### Quatrième circonscription (Chalon-Sud - Montceau-les-Mines)
|                | André Jarrot sortant réélu | UDR (URP)      | 25 359 | 51,04  |  |  |  |
|                | Daniel Malingre            | PS (UGSD)      | 11 646 | 23,44  |  |  |  |
|                | André Faivre               | PCF            | 11 170 | 22,48  |  |  |  |
|                | Jean-Louis Dupont          | LO             | 1 506  | 3,03   |  |  |  |
|                |                            |                |        |        |  |  |  |
| Inscrits       | Inscrits                   | Inscrits       | 64 939 | 100,00 |  |  |  |
| Abstentions    | Abstentions                | Abstentions    | 13 946 | 21,48  |  |  |  |
| Votants        | Votants                    | Votants        | 50 993 | 78,52  |  |  |  |
| Blancs et nuls | Blancs et nuls             | Blancs et nuls | 1 312  | 2,57   |  |  |  |
| Exprimés       | Exprimés                   | Exprimés       | 49 681 | 97,43  |  |  |  |

#### Cinquième circonscription (Chalon-Nord - Louhans)
| Candidat       | Candidat                | Parti          | Premier tour | Premier tour | Second tour | Second tour |  |
| Candidat       | Candidat                | Parti          | Voix         | %            | Voix        | %           |  |
| -------------- | ----------------------- | -------------- | ------------ | ------------ | ----------- | ----------- |  |
|                | Pierre Joxe élu         | PS (UGSD)      | 13 820       | 26,6         | 27 712      | 51,18       |  |
|                | Bernard Tremeau sortant | UDR (URP)      | 12 175       | 23,43        | 26 438      | 48,82       |  |
|                | Georges Rebillard       | PCF            | 8 740        | 16,82        | Retrait     | Retrait     |  |
|                | Jean-Pierre Jobard      | CDP (URP)      | 8 385        | 16,14        | Retrait     | Retrait     |  |
|                | Gérard Chevalier        | Rad (MR)       | 3 224        | 6,21         |             |             |  |
|                | Charles Boch            | MR             | 2 618        | 5,04         |             |             |  |
|                | Paul Vahé               | Divers droite  | 1 839        | 3,54         |             |             |  |
|                | Monique Niang           | LO             | 1 155        | 2,22         |             |             |  |
|                |                         |                |              |              |             |             |  |
| Inscrits       | Inscrits                | Inscrits       | 71 079       | 100,00       | 71 072      | 100,00      |  |
| Abstentions    | Abstentions             | Abstentions    | 17 980       | 25,3         | 15 707      | 22,1        |  |
| Votants        | Votants                 | Votants        | 53 099       | 74,7         | 55 365      | 77,9        |  |
| Blancs et nuls | Blancs et nuls          | Blancs et nuls | 1 143        | 2,15         | 1 215       | 2,19        |  |
| Exprimés       | Exprimés                | Exprimés       | 51 956       | 97,85        | 54 150      | 97,81       |  |